# مسجد جامع قبله
مسجد جامع قبله نام مسجدی است واقع در دهستان کوخرد در بخش کوخرد شهرستان بستک استان هرمزگان ایران. این مسجد در سال ۱۳۱۰ هجری قمری ساخته شده‌است.

## هزینهٔ مسجد
هزینه مسجد قبله در آن زمان مبلغ یک هزار تومان بوده‌است.

## ساخت مسجد
در ساخت این مسجد تمام کوخردی‌ها از زن و مرد شرکت داشتند، هر کس به قدر استطاعتش. آنهایی که توانایی پرداخت پول نداشتند، مصالح و لوازمی مانند سنگ، چوب، آب و گل می‌آوردند.
زن‌ها هم در این کار عظیم بی بهره نبودند، آنان در شبها که مردها در سر کار نبودند، می‌رفتند و از درواه شمو (نام رودخانه‌ای فصلی در شمال غربی کوخرد) سنگ می‌آوردند، این زنان سنگ را بر روی سرشان می‌گذاشتند و برای ساخت مسجد می‌آوردند و صبح که مردها بر سر کار می‌آمدند از آن سنگ‌ها استفاده می‌کردند.

## معمار
استاد بنایی که این مسجد را ساخت معمار حاجی ملا محمد شریف کاظم نام داشت و اولین امام و پیشنماز مسجد هم حاجی ملا مصطفی کوخردی نام داشت. یکی از علماء برجسته کوخرد به نام ملا محمد علی کوخردی که شخص معروفی بوده‌است، به همین مسجد وابستگی داشت.

## خرابی مسجد تاریخی
متأسفانه این مسجد تاریخی و اثر کهن پس از گذشت ۱۰۲ سال از تاریخ آن، در سال ۱۴۱۲ هجری قمری تخریب شد و در محل آن مسجد جامع کنونی کوخرد ساخته شد. (عکس روبرو).

## فهرست منابع و مآخذ
- محمدیان، کوخری، محمد، “ (به یاد کوخرد) “، ج۱. ج۲. چاپ اول، دبی: سال انتشار ۲۰۰۳ میلادی.
- نگاره‌ها از: عبداللطیف حیدریپور و محمد محمدیان.
- محمد، صدیق «تارخ فارس» صفحه‌های (۵۰ ـ ۵۱ ـ ۵۲ ـ ۵۳)، چاپ سال ۱۹۹۳ میلادی.
- الکوخردی، محمد، بن یوسف، (کُوخِرد حَاضِرَة اِسلامِیةَ عَلی ضِفافِ نَهر مِهران Kookherd, an Islamic District on the bank of Mehran River) الطبعة الثالثة، دبی: سنة ۱۹۹۷ للمیلاد.